# Agent literacki
Agent literacki – pośrednik w sprzedaży utworu literackiego wydawnictwom.
Rolą agenta literackiego jest znalezienie wydawcy dla utworu literackiego (powieść, zbiór opowiadań, poezja, biografia, itd.) napisanego przez autora debiutanta lub już dobrze ustalonego na rynku wydawniczym, lecz niezdolnego do samodzielnego poszukiwania wydawcy.
Agent literacki pośredniczy w negocjacjach z wydawnictwem, dotyczących opłaty za utwór oraz tantiem od sprzedaży i takich aspektów prawa autorskiego jak: prawa medialne, filmowe lub dźwiękowe do reprezentowanego utworu. Agent będzie nalegał, aby wydawca podniósł nakład, lub zagwarantował odpowiednią promocję utworu.
Idealny agent to osoba o dogłębnej znajomości rynku wydawniczego i rozległych kontaktach w światku wydawniczym, często jest osobą z niego się wywodzącą, np. były redaktor. Idealny agent to zarazem przyjaciel, mentor i doradca finansowy autora. Dobry agent służy radą dotyczącą języka, stylistyki jak i tematyki utworu i potrafi doradzić czy i jakie zmiany w utworze mogą być pomocne w uzyskaniu umowy autorskiej z wydawnictwem.
Wiele wydawnictw przyjmuje rękopisy wyłącznie za pośrednictwem agentów literackich, z całkowitym pominięciem autorów. W tym wypadku agent używany jest jako łowca talentów. Typowy agent w krajach zachodnich pobiera od 10-20% dochodów z tytułu sprzedaży utworu a więc jest osobiście zainteresowany sukcesem kasowym reprezentowanego przez siebie dzieła.